# Варінська Діана Євгенівна
Діа́на Євге́нівна Варі́нська (нар. 22 березня 2001, Київ) — українська гімнастка. Чемпіонка Європи в командній першості, фіналістка чемпіонатів світу, Європи, етапів Кубку світу. Переможниця загального заліку Кубку світу-2018 (вправа на колоді).

## Спортивна кар'єра
У секцію спортивної гімнастики у чотирирічному віці Діану привів батько. Тренер — Юлія Каюкова.

#### 2017
Дебютувала в головній збірній України.
На чемпіонаті світу, що проходив у жовтні в Монреалі, кваліфікувалась до фіналу багатоборства та на рівновисоких брусах, що сталося вперше з 2010 року, коли українська гімнастка Яна Дем'янчук виступала у фіналі вправи на колоді. У фіналі багатоборства з 51,999 бала завершила змагання на чотирнадцятому місці, а у фіналі вправи на різновисоких брусах з 14,583 бала стала шостою.

#### 2018
У липні на етапі кубка виклику в Хорватії взяла три золота: у вправах на різновисоких брусах, на колоді та вільних вправах.
На чемпіонаті світу в Досі, Катар, разом з Ангеліною Радівіловою, Яною Федоровою та Валерією Осіповою в командних змаганнях посіли двадцяте місце, що забезпечило команді право позмагатися за олімпійську ліцензію в команді на наступному чемпіонаті світу. До фіналів в окремих видах та багатоборстві не кваліфікувалась.
На першому кваліфікаційному турнірі на Олімпійські ігри 2020 року на кубку світу в Котбусі, Німеччина, у фіналі на колоді з 13,200 бала виборола бронзову нагороду.
На Меморіалі Блюма, що проходив у Барселоні, Іспанія, в грудні здобула перемогу в багатоборстві, а також вправах на брусах та колоді, в опорному стрибку — бронзову нагороду.

#### 2019
У квітні на чемпіонаті Європи в багатоборстві з 52,999 бала посіла сьоме місце. До фіналів в окремих видах не кваліфікувалась.
На ІІ Європейських іграх у Мінську, Білорусь, за результатами кваліфікації потрапила до фіналу багатоборства (5 місце), а також фінал на колоді (5 місце). У фіналі багатоборства з сумою 52,766 бала виборола бронзову нагороду, у фіналі на колоді з 13.100 балами здобула другу за турнір бронзову нагороду.
У вересні 2019 на етапі кубку світу в Парижі, Франція, здобула перемогу в фіналі у вільних вправах (13,450), бронзову нагороду на колоді (13,200) та восьме місце на брусах.
На чемпіонаті світу 2019 року кваліфікувалась до фіналу багатоборства та здобула особисту олімпійську ліцензію в багатоборстві на Олімпійські ігри 2020 у Токіо, Японія. У фіналі багатоборства з 54,366 бала посіла 15 місце.
У жовтні на Меморіалі Артуро Грандера в Моржі, Швейцарія, здобула бронзу в багатоборстві з 40,000 балами, виконавши за форматом турніру три види: опорний стрибок (13,750), різновисокі бруси (13,550), вільні вправи (12,700). З результатом 12.700 бали на вільних вправах здобула перемогу.
У листопаді в командних змаганнях з Олегом Верняєвим виборола срібну нагороду, поступившись дуету з США Джейд Кері та Аллану Бауеру.
На останньому в 2019 році етапі кубку світу в Котбусі, Німеччина, посіла четверте місце з результатом 14,266 бала у вправі на різновисоких брусах та виборола срібну нагороду з 13,533 балами на колоді.

#### 2020
У лютому на етапі кубка світу в Мельбурні, Австралія, в фіналі різновисоких брусів з 13,733 бала здобула перемогу, у фіналі вправи на колоді з 12,800 бала посіла четверте місце.
На чемпіонаті Європи, що проходив під час пандемії коронавірусу в Мерсіні, Туреччина, через хибно позитивний тест на КОВІД-19 юніорки Дар'ї Лиски збірна України була за крок до зняття зі змагань. Добу члени дорослої та юніорської збірної України перебували в готельних номерах, поки не отримали негативні результати другого тесту та допуск до змагань від організаторів. У фіналі командних змагань спільно з Анастасією Бачинською, Ангеліною Радівіловою, Анастасією Мотак та Єлизаветою Губаревою вперше в історії України виграли команду першість. У фіналі вільних вправ зупинилась за крок до п'єдесталу, посівши четверте місце. Виступала на чемпіонаті після перенесення КОВІД-19 без повного відновлення.

#### 2021
На трьох етапах Кубка виклику зуміла виграти чотири срібні та одну золоту медаль. Найуспішнішим став етап у Каїрі, де вона здобула перемогу на різновисоких брусах, та виграла срібні нагороди у вільних вправах та вправах на колоді.
У червні, на етапі Кубка світу в Досі перемогла у вправах на колоді.
Стала єдиною українкою, яка виступила на Олімпійських іграх у Токіо. Там посіла лише 62-ге місце у кваліфікації багатоборства, а в окремих видах її найкращим результатом стало 43-тє місце у вільних вправах.
По завершенні Олімпійських ігор не брала участі у змаганнях, а у серпні 2022 року офіційно оголосила про завершення спортивної кар’єри.

## Результати на турнірах
| Рік  | Змагання                           | КБ | ІБ | Опорний стрибок | Різновисокі бруси | Колода | Вільні вправи |
| ---- | ---------------------------------- | -- | -- | --------------- | ----------------- | ------ | ------------- |
| 2016 | Чемпіонат Європи                   | 11 | 30 |                 |                   |        |               |
| 2017 | Кубок світу в Баку                 |    |    |                 | 1                 |        |               |
| 2017 | Кубок світу в Осієку               |    |    |                 |                   | 7      | 4             |
| 2017 | Кубок світу в Парижі               |    |    |                 |                   | 3      | 3             |
| 2017 | Чемпіонат світу                    |    | 14 |                 | 6                 |        |               |
| 2017 | Кубок світу в Котбусі              |    |    |                 |                   | 7      | 8             |
| 2018 | Кубок світу в Досі                 |    |    |                 | 11                | 10     | 10            |
| 2018 | Кубок світу в Осієку               |    |    |                 | 1                 | 1      | 1             |
| 2018 | Чемпіонат Європи                   |    | 5  |                 |                   |        |               |
| 2018 | Кубок світу в Парижі               |    |    |                 | 6                 | 4      |               |
| 2018 | Чемпіонат світу                    | 20 | 37 |                 |                   |        |               |
| 2018 | Кубок світу в Котбусі              |    |    |                 | 6                 | 3      |               |
| 2019 | Кубок світу в Баку                 |    |    |                 | 4                 |        | 8             |
| 2019 | Кубок світу в Досі                 |    |    |                 | 8                 |        |               |
| 2019 | Чемпіонат Європи                   |    | 7  |                 |                   |        |               |
| 2019 | Європейські ігри                   |    | 3  |                 |                   | 3      |               |
| 2019 | Кубок світу в Парижі               |    |    |                 | 8                 | 3      | 1             |
| 2019 | Чемпіонат світу                    | 15 | 15 |                 |                   |        |               |
| 2019 | Кубок світу в Котбусі              |    |    |                 | 4                 | 2      |               |
| 2020 | Кубок світу в Мельбурні            |    |    |                 | 1                 | 4      |               |
| 2020 | American Cup                       |    | 10 |                 |                   |        |               |
| 2020 | UKRAINE INTERNATIONAL CUP          | 1  |    |                 |                   |        |               |
| 2020 | Кубок виклику в Сомбатгеї          |    |    |                 | 1                 | 5      | 4             |
| 2020 | Чемпіонат Європи                   | 1  |    |                 |                   |        | 4             |
| 2021 | Чемпіонат України, м.Кропивницький | 1  |    |                 |                   |        |               |
| 2021 | Чемпіонат Європи                   |    |    |                 | 13                | 89     |               |
| 2021 | Кубок виклику у Варні              |    |    |                 | 2                 | 5      | 7             |
| 2021 | Кубок виклику у Каїрі              |    |    |                 | 1                 | 2      | 2             |
| 2021 | Кубок виклику в Осієці             |    |    |                 |                   | 2      |               |
| 2021 | Кубок світу в Досі                 |    |    |                 | 4                 | 1      | 7             |
| 2021 | Олімпійські ігри                   |    | 62 |                 | 72                | 49     | 43            |

## Державні нагороди
- Медаль «За працю і звитягу» (15 липня 2019) — за досягнення високих спортивних результатів ІІ Європейських іграх у м. Мінську (Республіка Білорусь), виявлені самовідданість та волю до перемоги, піднесення міжнародного авторитету України[28]